# پنفولدس
پنفولدس (انگلیسی: Penfolds) شرکت نوشیدنی استرالیایی است، که در سال ۱۸۴۴ تأسیس شد.